# Graphis carassensis
Graphis carassensis är en lavart som beskrevs av Vain. Graphis carassensis ingår i släktet Graphis och familjen Graphidaceae.   Inga underarter finns listade i Catalogue of Life.